# 中烏克蘭

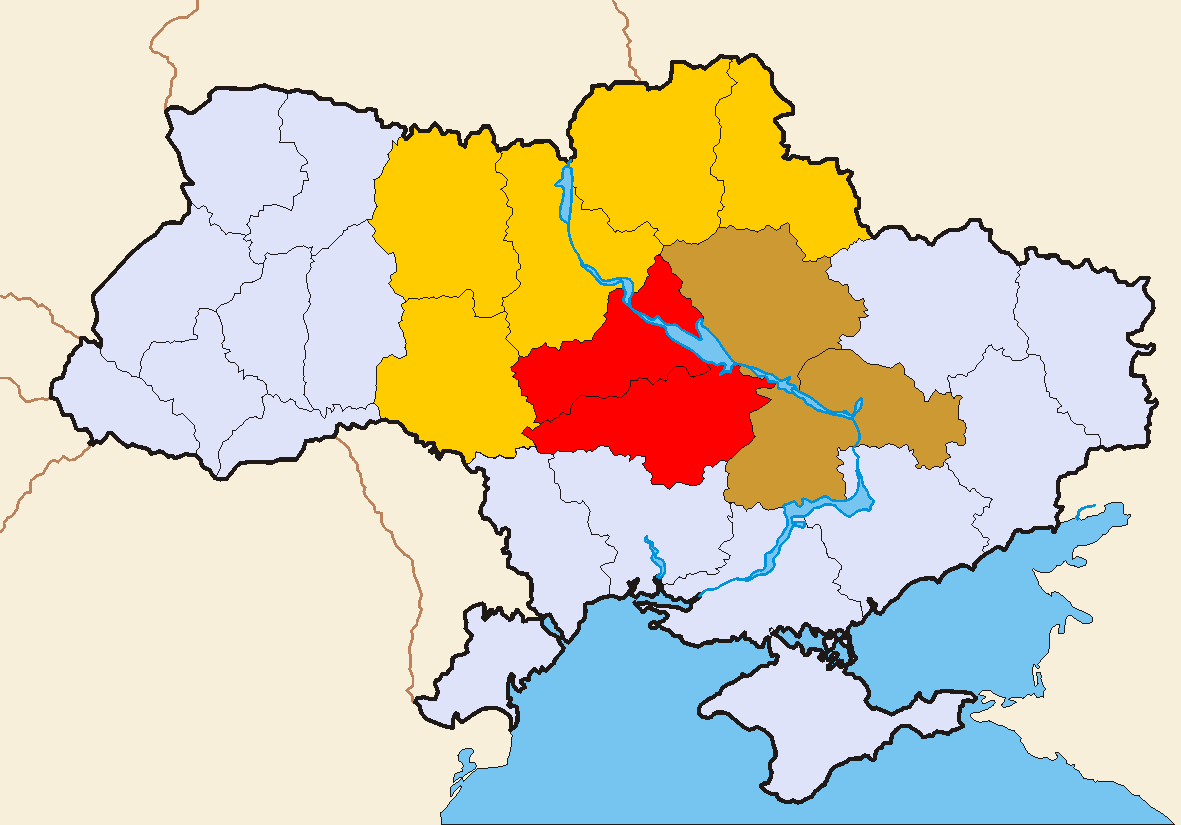
中烏克蘭定義
狹義定義
通常定義
廣義定義

中烏克蘭（羅馬化：Tsentralna Ukraina）是烏克蘭的一個地理區域，包括了左岸烏克蘭和右岸烏克蘭。烏克蘭首都基輔亦位於這一地區。中烏克蘭大致相當於17世紀時的哥薩克酋長國領域。